# Dai gokyo
Dai Gokyo (em japonês:  第 五教, Dai gokyō, quinto princípio/ensinamento) é o ultimo dos cinco grupos de técnicas de nage waza do judô (gokyo). Neste grupo estão inseridas as seguintes técnicas:
- Osoto-guruma
- Uki-waza
- Yoko-wakare
- Yoko-guruma
- Ushiro-goshi
- Ura-nage
- Sumi-otoshi
- Yoko-gake